# Mangold von Veringen
Mangold von Veringen (* 13. Jahrhundert; † 1295 in Rom) war von 1294 bis 1295 Abt des Klosters Reichenau.
Mangold von Veringen entstammte dem schwäbischen Adelsgeschlecht der Grafen von Veringen, das seinen Stammsitz auf Burg Veringen in Veringenstadt hatte. 
Bevor Mangold nach dem Tod Albrechts von Ramstein im November 1294 zum Abt des Reichenauer Konvents gewählt wurde, war er zunächst Mönch im Kloster St. Gallen, wird aber bereits 1275 als Konventuale des Klosters Reichenau erwähnt und war dort ab 1291 Kellermeister. Schon wenige Monate nach seiner Wahl verstarb Mangold 1295 in Rom, wo er von Bonifatius VIII. die päpstliche Weihe empfangen wollte, und wurde dort beigesetzt. 
Sein kurzes Abbatiat findet in den Aufzeichnungen von Gallus Öhem, dem Chronist des Klosters Reichenau, keine Erwähnung.
In den Reichenauer Abtslisten wird Mangold fälschlicherweise als „Marquard/Markwart“ geführt, was auf einen Irrtum in den päpstlichen Registern zurückzuführen ist.